# Vise și coșmaruri
Vise și coșmaruri (denumire originală Nightmares & Dreamscapes) este o colecție de povestiri scurte de Stephen King care a fost publicată în 1993.

## Povestiri
| Titlu                              | Publicată inițial în                                                    |
| ---------------------------------- | ----------------------------------------------------------------------- |
| Dolan's Cadillac                   | Castle Rock, februarie—iunie 1985                                       |
| The End of the Whole Mess          | Numărul din octombrie 1986 al revistei Omni                             |
| Suffer the Little Children         | Numărul din februarie 1972 al revistei Cavalier                         |
| The Night Flier                    | Prime Evil (1988)                                                       |
| Popsy                              | Masques II (1987)                                                       |
| It Grows on You                    | Numărul din toamna 1973 al revistei Marshroots                          |
| Chattery Teeth                     | Numărul din toamna 1992 al publicației Cemetery Dance                   |
| Dedication                         | Night Visions 5 (1988)                                                  |
| The Moving Finger                  | Numărul din decembrie 1990 al The Magazine of Fantasy & Science Fiction |
| Sneakers                           | Night Visions 5 (1988)                                                  |
| You Know They Got a Hell of a Band | Shock Rock (1992)                                                       |
| Home Delivery                      | Book of the Dead (1989)                                                 |
| Rainy Season                       | Numărul din primăvara 1989 al revistei Midnight Graffiti                |
| My Pretty Pony                     | My Pretty Pony ediție limitată coffee table book (1989)                 |
| Sorry, Right Number                | Nepublicată anterior                                                    |
| The Ten O'Clock People             | Nepublicată anterior                                                    |
| Crouch End                         | New Tales of the Cthulhu Mythos (1980)                                  |
| The House on Maple Street          | Nepublicată anterior                                                    |
| The Fifth Quarter                  | Numărul din 1972 al revistei Cavalier                                   |
| The Doctor's Case                  | The New Adventures of Sherlock Holmes (1987)                            |
| Umney's Last Case                  | Nepublicată anterior                                                    |
| Head Down                          | Numărul din 16 aprilie 1990 al revistei The New Yorker                  |
| Brooklyn August                    | Io #10, 1971                                                            |
| The Beggar and the Diamond         | Nepublicată anterior                                                    |

## Adaptări
"The Night Flier" și "Dolan's Cadillac" au fost amândouă adaptate în filme cu respectiv același nume. "Chattery Teeth"' a fost adaptată ca un fragment al filmului Quicksilver Highway. "Sorry, Right Number" a fost prezentată ca un episod TV al serialului Tales from the Darkside înainte de a fi publicată în antologia Nightmares & Dreamscapes. "The Moving Finger" a fost adaptată într-un episod al emisiunii tv Monștri. "Home Delivery" și "Rainy Season" au fost amândouă adaptate în filme scurte. În mai 2011, producătorul de film E.J. Meyers a cumpărat drepturile de a adapta povestirea "The Ten O'Clock People" într-un film artistic, care este programat să apară în 2012. Scenariul filmului este o modernizare a povestirii originale a lui King, dar este încă subiectul unor schimbări.

### Serie de televiziune
De-a lungul verii anului 2006, TNT a produs un mini-serial cu opt episoade bazat pe diferite povestiri scurte de Stephen King. Deși se poate presupune din titlul serialului că toate episoadele sunt bazate pe povestirile din colecția cu același nume, acest lucru este valabil doar pentru cinci din cele opt povestiri ("Battleground" apare în cartea Night Shift din 1978, iar "The Road Virus Heads North" și "Autopsy Room Four" fac parte din colecția din 2002 Everything's Eventual).